# João Gomes Ribeiro Filho
João Gomes Ribeiro Filho (Maceió, 09 de março de 1871 — Niterói, 26 de dezembro de 1947) foi um general-de-divisão brasileiro.
Comandou a 1ª Região Militar entre 18 de abril de 1931 e 24 de maio de 1932.
Foi ministro da Guerra no governo Getúlio Vargas, de 7 de maio de 1935 a 5 de dezembro de 1936.
Seu filho, José Ângelo Gomes Ribeiro, atuou no Grupo de Aviação Constitucionalista na Revolução de 1932, tendo sido morto em combate.